# Karya Maju (Tanjung Pura)
Karya Maju is een bestuurslaag in het regentschap Langkat van de provincie Noord-Sumatra, Indonesië. Karya Maju telt 2349 inwoners (volkstelling 2010).